# Spencer Ponsonby-Fane
Spencer Cecil Brabazon Ponsonby-Fane (14 mars 1824 - 1er décembre 1915), né Ponsonby, est un joueur de cricket et un fonctionnaire anglais. Il est né à Mayfair, sixième fils de John Ponsonby (4e comte de Bessborough).

## Cricket
Ponsonby joue à la fois pour le Middlesex County Cricket Club et le Surrey County Cricket Club, et plus tard administre le Somerset County Cricket Club et Harrow Cricket Club. Il est l'un des fondateurs de I Zingari en 1845.

## Carrière
Il rejoint le Foreign Office en 1840. Il est secrétaire particulier de trois secrétaires aux affaires étrangères : Lord Palmerston de 1846 à 1851, Lord Granville de 1851 à 1852 et Lord Clarendon de 1853 à 1857. En 1856, il apporte de Paris la copie définitive du traité de paix pour la guerre de Crimée . Plus tard, il est contrôleur du bureau du lord Chambellan de 1857 à 1901, Gentleman Usher à l'épée d'État 1901-1915 et Bath King of Arms de 1904 à 1915 ,.

## Famille

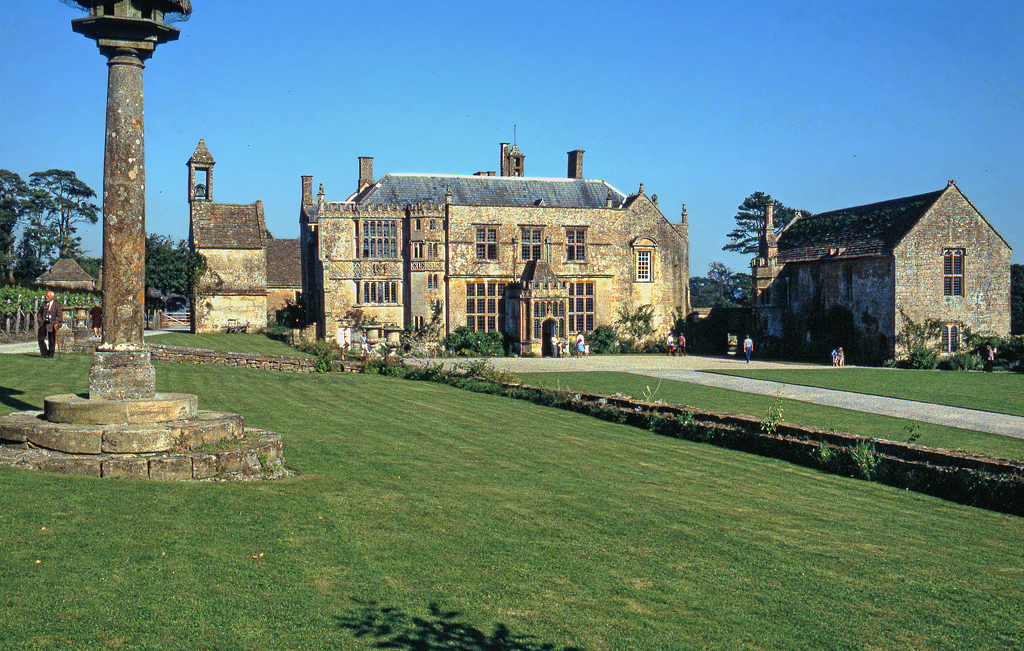
Une vue de la maison de la famille Ponsonby-Fane, Brympton d'Evercy, à Somerset

Ponsonby-Fane épouse, le 7 octobre 1847, Louisa Anne Rose Lee Dillon (1825-1902), fille de Henry Dillon (13e vicomte Dillon). Lady Ponsonby-Fane est décédée sur leur domaine le 18 juillet 1902. Ils ont onze enfants:
- John Henry Ponsonby-Fane (22 août 1848 - 11 septembre 1916), épouse Florence Farquhar le 14 octobre 1875 et ont un fils; il devient plus tard malacologue et banquier[4]
- George Richard Ponsonby, RA (25 avril 1850 - 5 février 1871)
- Helen Emily Cristal Ponsonby (26 juillet 1851 - 17 janvier 1852), son deuxième prénom ayant été donné en mémoire du palais de cristal du prince consort lors de la grande exposition de 1851 (lettre du 27 août 1851 de Jemima, Lady St Germans - Helen baptisé la veille, le 26 août 1851).
- Robert Charles Ponsonby-Fane (6 juin 1854 - 16 novembre 1909), épouse Mary Maclachlan le 17 juillet 1877.
- Constance Louisa Ponsonby-Fane (23 mars 1856 - 4 mai 1930), épouse William Robert Phelips le 1er janvier 1881.
- Margaret Maria Ponsonby-Fane (4 novembre 1867 - 14 décembre 1953), mariée avec Arnald de Grey, troisième fils de Thomas de Grey (5e baron Walsingham), le 17 avril 1882.
- Clementina Sarah Ponsonby-Fane (27 juillet 1859 - 15 septembre 1934), épouse Edmund Turton, 1er baronnet, le 9 août 1888.
- Eleanor Hariett Ponsonby-Fane (26 décembre 1861 - 2 septembre 1878), noyée dans un accident de bateau à Brympton d'Evercy.
- Sydney Alexander Ponsonby-Fane (26 février 1863 - 27 août 1940), épouse Audrey Catherine St Aubyn, fille de John St. Aubyn (1829-1908), le 10 juin 1893.
- Hugh Spencer Ponsonby-Fane (5 décembre 1865 - 13 mai 1934), épouse Anitha Magdalene Feuerheerd le 8 novembre 1894.
- Theobald Brabazon Ponsonby-Fane (27 avril 1868 - 14 mai 1929), épouse Bertha Edwards le 10 août 1892.

En 1875, il change son nom de famille en Ponsonby-Fane après avoir hérité du domaine de Brympton d'Evercy de sa tante, Lady Georgiana Fane. Il passe le reste de sa vie à améliorer les jardins jusqu'à sa mort en 1915, après quoi le domaine passa à son fils aîné, John.